# Bahnhof Trompet
Der Bahnhof Trompet ist ein Regionalbahnhof im Ortsteil Bergheim des Duisburger Stadtbezirks Rheinhausen. An der 1849 eröffneten Station verkehrt im Rahmen des Schienenpersonennahverkehrs die Regionalbahnlinie RB 31 „Der Niederrheiner“ von Duisburg Hbf über Moers nach Xanten.

## Lage und Aufbau
Der Bahnhof befindet sich im Westen von Bergheim. Er ist Kreuzungsbahnhof zwischen den Strecken Krefeld-Uerdingen – Homberg (Niederrhein) und Rheinhausen – Xanten sowie Ausgangspunkt einer Verbindungskurve zur Abzweigstelle Duisburg-Mühlenberg in Höhe des ehemaligen Rangierbahnhofs Hohenbudberg. Der Abschnitt von Krefeld-Uerdingen nach Trompet ist seit 1961 stillgelegt und abgebaut; der Abschnitt nach Homberg wird als Anschlussgleis der Sachtleben Chemie genutzt. Die Verbindungskurve nach Mühlenberg dient ausschließlich dem Güterverkehr, auf der Strecke von Rheinhausen nach Xanten findet Personen- und Güterverkehr statt.
Er hatte ein Empfangsgebäude an der Neustraße aus dem Jahr 1928, das jedoch viele Jahre nicht genutzt und Anfang August 2022 abgerissen wurde, um für Wohnbebauung Platz zu machen.
Dem Personenverkehr stehen zwei Bahnsteiggleise zur Verfügung, Gleis 1 am Hausbahnsteig sowie Gleis 2 an einem Mittelbahnsteig. Die gegenüberliegende Bahnsteigkante (Gleis 3) und Überreste eines weiteren Mittelbahnsteigs (Gleise 4/5) sind erhalten. Die Gleise 3 und 5 sind hingegen nicht mehr befahrbar. Neben Gleis 4 stehen die Gleise 6–8 als Überhol- und Abstellgleise zur Verfügung.
Neben dem Empfangsgebäude befindet sich das 1966 in Betrieb genommene Stellwerk Tf. Es ist für die Sicherung von Zugfahrten im Bereich Trompet und am Haltepunkt Rumeln zuständig.

## Geschichte
Beim Bau des Streckenabschnittes von Uerdingen nach Homberg der Aachen-Düsseldorf-Ruhrorter Eisenbahn war bei Trompet die Einrichtung eines Kohledepots vorgesehen. Vermutlich gingen das Depot mitsamt einer Bedarfshaltestelle gleichzeitig mit der Streckeneröffnung am 5. Oktober 1849 in Betrieb. Ein Bahnhofsgebäude findet sich erst ab 1866 in den Karten.
Ab 1891 projektierte die Königliche Eisenbahn-Direction Cöln den Bau einer Zweigbahn von Trompet über Moers nach Xanten. Der Bahnhof Trompet sollte hierbei zum Keilbahnhof mit mittigem Empfangsgebäude ausgebaut werden. Da in Rheinhausen der Bau eines Hüttenwerks von Krupp bevorstand, wurde der Streckenbeginn zum Bahnhof Rheinhausen verlegt. Die Bauarbeiten begannen 1896. Der Abschnitt von Rheinhausen nach Trompet ging am 23. Dezember 1903 in Betrieb, es folgten der Abschnitt von Trompet nach Moers am 6. April 1904 und die übrige Strecke über Xanten nach Kleve am 15. August 1904.
Ab 1912 verlief die Bahnstrecke Oberhausen West – Hohenbudberg nördlich am Bahnhof Trompet vorbei. Sie stellte zusammen mit der Hamm-Osterfelder Bahn eine direkte Verbindung zwischen den Rangierbahnhöfen Hohenbudberg, (Oberhausen-)Osterfeld und Hamm (Westf) her. 1913 folgte eine Verbindungskurve von der Abzweigstelle Borgschenhof südlich von Rumeln zum Rangierbahnhof Hohenbudberg.
Die direkte Verbindung von Trompet nach Krefeld-Uerdingen wurde 1961 stillgelegt, da die Bayer AG eine Vergrößerung ihres Werkgeländes vornehmen wollte. Für die Personenzüge ging als Ersatz eine Verbindungskurve von der Abzweigstelle Borgschenhof zur Abzweigstelle Mühlenberg in Betrieb, die den Rangierbahnhof Hohenbudberg umging. Die Güterstrecke von Oberhausen West nach Hohenbudberg wurde am 25. August 1969 auf der linken Rheinseite stillgelegt, gleichzeitig wurde die Verbindungskurve von Hohenbudberg nach Borgschenhof bis nach Trompet verlängert. Der Personenverkehr von Trompet über Abzw Mühlenberg endete 1983, die 1961 errichtete Kurve wurde daraufhin stillgelegt und abgebaut.

## Personenverkehr

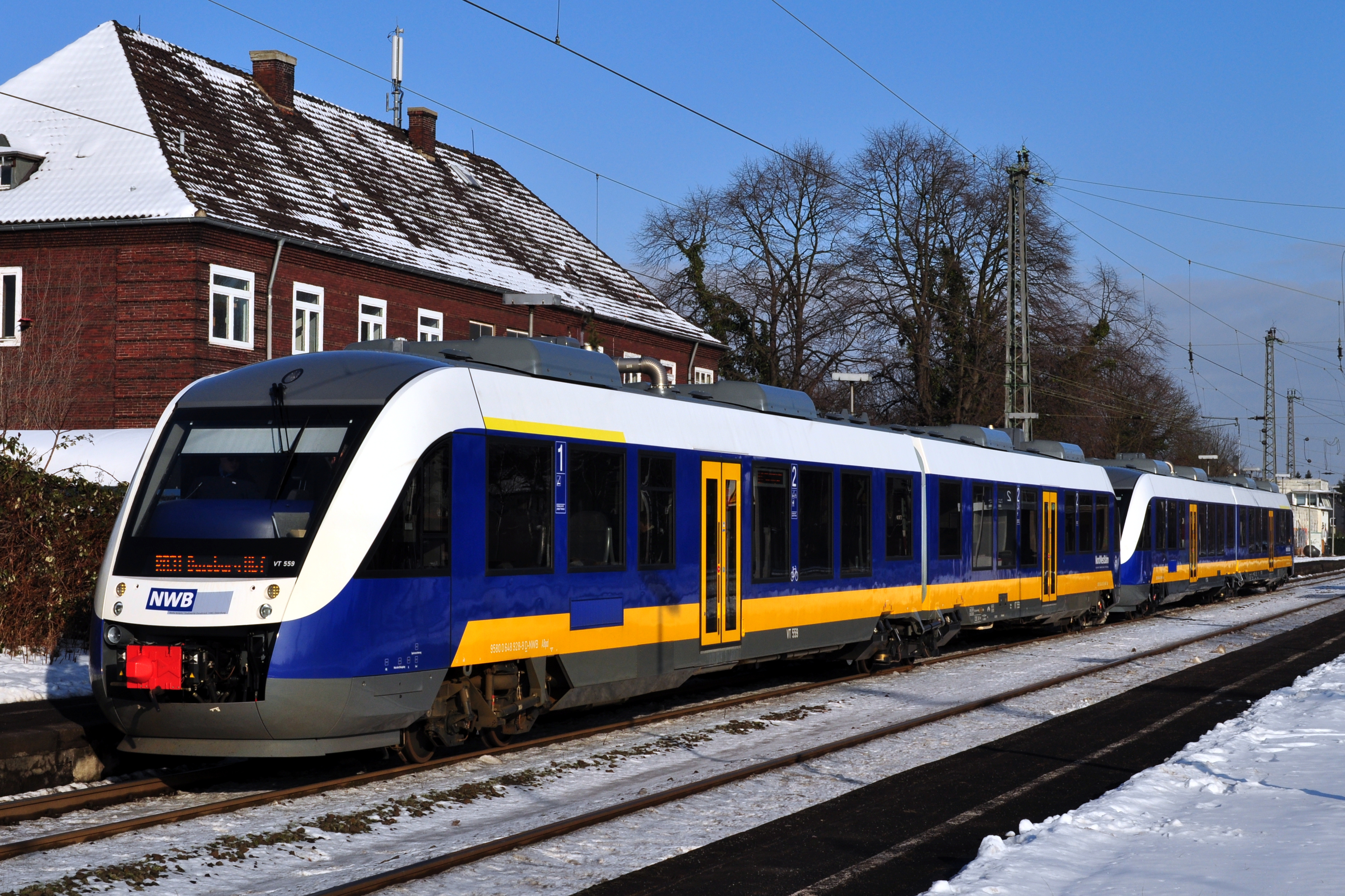
Zwei LINT-Triebwagen (Baureihe 648) der NordWestBahn in Trompet, 2010

Der Bahnhof wird stündlich von der Regionalbahnlinie RB 31 bedient. Die Linie stellt eine direkte Verbindung mit den Bahnhöfen Duisburg Hbf, Rheinhausen, Moers und Xanten her. Werktags wird auf dem Abschnitt von Duisburg Hbf nach Moers ein Halbstundentakt angeboten. Betreiber der Linie ist seit dem Fahrplanwechsel 2009 die NordWestBahn.
Der Regionalexpress 44 (Bottrop–Moers) hat keinen Halt am Bahnhof Trompet.
Am Bahnhof Trompet hält außerdem die von der Duisburger Verkehrsgesellschaft betriebene Buslinie 920 (Rumeln – Duisburg).
| Linie | Verlauf | Takt                                       |
| ----- | --- | ------------------------------------------ |
| RB 31 | Der Niederrheiner: Xanten – Alpen – Millingen – Rheinberg (Rheinl) – Moers – Trompet – Rumeln – Rheinhausen – Duisburg Hbf Stand: Fahrplanwechsel Dezember 2021                  | 60 min 23/37 min (Moers–Duisburg werktags) |
| 920   | Kaldenhausen Krölls – Rumeln Markt – DU-Trompet Bf – Rheinhausen Markt – Pauluskirche – Dellviertel – Duisburg Hbf – Duisburg Hbf Osteingang – Neudorf – Universität – Sportpark |                                            |